# IC 4399
IC 4399 — компактная вытянутая галактика типа Sb в созвездии Волопас.
Этот объект входит в число перечисленных в оригинальной редакции «Нового общего каталога».